# Шацких, Олег Александрович
 Олег Алекса́ндрович Ша́цких  (узб. Shatskix Oleg Aleksandrovich; 15 октября 1974, Ташкент, Узбекская ССР, СССР) — узбекистанский футболист, нападающий. Выступал за сборную Узбекистана с 1996 по 1997 год, родной брат бывшего футболиста киевского «Динамо» и сборной Узбекистана Максима Шацких.

## Биография

### Клубная карьера
Олег Шацких начал карьеру футболиста в ташкентском «Пахтакоре» в 1992 году. Сыграв за основную команду всего две игры, перешёл в клуб «Политотдел» из Ташкентского вилоята, выступающего в Первой лиге чемпионата Узбекистана.
В дебютный год выступления за эту команду он стал лучшим бомбардиром сезона с 25 голами и помог выйти своему клубу в высшую лигу. В 1993 году Олег Шацких стал вторым в споре за лучшего бомбардира чемпионата с 17 голами, а в 1994 году повторил этот успех, забив 19 мячей.
В 1995 году он перешёл в наманганский «Навбахор». По окончании сезона он стал лучшим бомбардиром чемпионата Узбекистана с 26 голами, а «Навбахор» стал победителем кубка Узбекистана и выиграл бронзовые медали чемпионата. В 1996 году «Навбахор» стал чемпионом Узбекистана, а Олег разделил бомбардирство с Джафаром Ирисметовым, забив 23 гола. 13 апреля 1997 года забил 5 голов в матче против «Сурхана» (9:0).
В конце 1997 года Олег Шацких получил тяжёлую травму. После этого так и не смог полностью оправиться от последствии этой травмы. В 2003 году закончил профессиональную карьеру футболиста.

### Карьера в сборной
За сборную Узбекистана сыграл 11 матчей и забил 9 голов. Выступал в Кубке Азии — 1996.
В 1997 году выступая за сборную, в шести играх подряд забил восемь мячей. Он является рекордсменом сборной по этому показателю.

## Достижения
- Чемпион Узбекистана: 1996
- Бронзовый призёр чемпионата Узбекистана (2): 1995, 1997
- Лучший бомбардир чемпионата Узбекистана (2): 1995, 1996
- Обладатель кубка Узбекистана: 1995
- Лучший футболист года в Узбекистане: 1995